# John Chichester, 4. Baronet
Sir John Chichester, 4. Baronet (* vor 2. Januar 1689; † 2. September 1740) war ein britischer Adliger und Politiker.
John Chichester entstammte einem Zweig der Familie Chichester, einer alten Familie der Gentry aus Devon. Er war der älteste Sohn von Sir Arthur Chichester, 3. Baronet und von dessen Frau Elizabeth Drewe. Er wurde am 2. Januar 1689 getauft.
Nach dem Tod seines Vaters Anfang 1718 erbte er dessen Besitzungen und den Titel Baronet, of Raleigh in the County of Devon. Wie sein Vater unterstützte er politisch die Tories und lehnte die hannoveranische Thronfolge nach dem Tod von Königin Anne ab. 1721 rechneten die Jakobiten bei einem Aufstand mit seiner Unterstützung, und 1722 stand er während der Verschwörung von Francis Atterbury mit dessen Agenten in Kontakt. Bei der Unterhauswahl 1734 wurde er unangefochten als Abgeordneter für Barnstaple gewählt, wo die Familie Chichester erheblichen politischen Einfluss hatte. Allerdings hatte er im House of Commons während der Regierung der Whigs kaum Bedeutung.
In erster Ehe hatte Chichester um 1718 Anne Leigh, eine Tochter von John Leigh aus Newport geheiratet. Mit ihr hatte er zwei Söhne und fünf Töchter, darunter:
- Sir John Chichester, 5. Baronet (1721–1784)
- William Chichester (um 1722–1770)
- Catherine Chichester ⚭ George Musgrave of Nettlecombe

Nach ihrem Tod im Juli 1723 heiratete er 1733 in zweiter Ehe Frances, die Witwe von Francis Hall aus Crediton, eine Tochter von Andrew Quicke aus Newton St Cyres in Devon. Diese Ehe blieb kinderlos. Chichester wurde in Sherwell in Devon beigesetzt. Sein Erbe wurde sein ältester Sohn John.